# Малый Салгир
Ма́лый Салги́р (укр. Малий Салгир, крымскотат. Bala Salğır, Бала Салгъыр) — река в Крыму, правый приток Салгира. Длина реки 22,0 км, площадь водосборного бассейна 96,1 км², уклон реки 19,2 м/км, среднемноголетний сток, на гидропосте Симферополь, составляет 0,272 м³/сек.. 

## Характеристика
«Официальный» исток реки — снабжённый соответствующей табличкой родник Джафар-Берды расположен на восточной окраине села Дружное, на подробных картах и по данным краеведов начало Малого Салгира (несколько родников) находится в ущелье Джафар-Берды или Иванова балка, на северо-западном склоне Долгоруковской яйлы на высоте около 700 метров. Но материалам «Партии Крымских Водных изысканий» 1916 года, родник в Дружном названия не имеет и расположен на высоте 427 м над уровнем моря; выше него было учтено ещё 17 источников, самый верхний на отметке 640 м). У реки, согласно справочникам, 13 безымянных притоков длиной менее 5 километров и крупнейший правый — река Абдалка (Абдальская). Течёт общим направлением на северо-запад, значительную часть — по территории города Симферополя, в котором через реку перекинуто 17 мостов. Впадает в Салгир в пределах города на территогрии Гагаринского парка, в 181 км от устья.

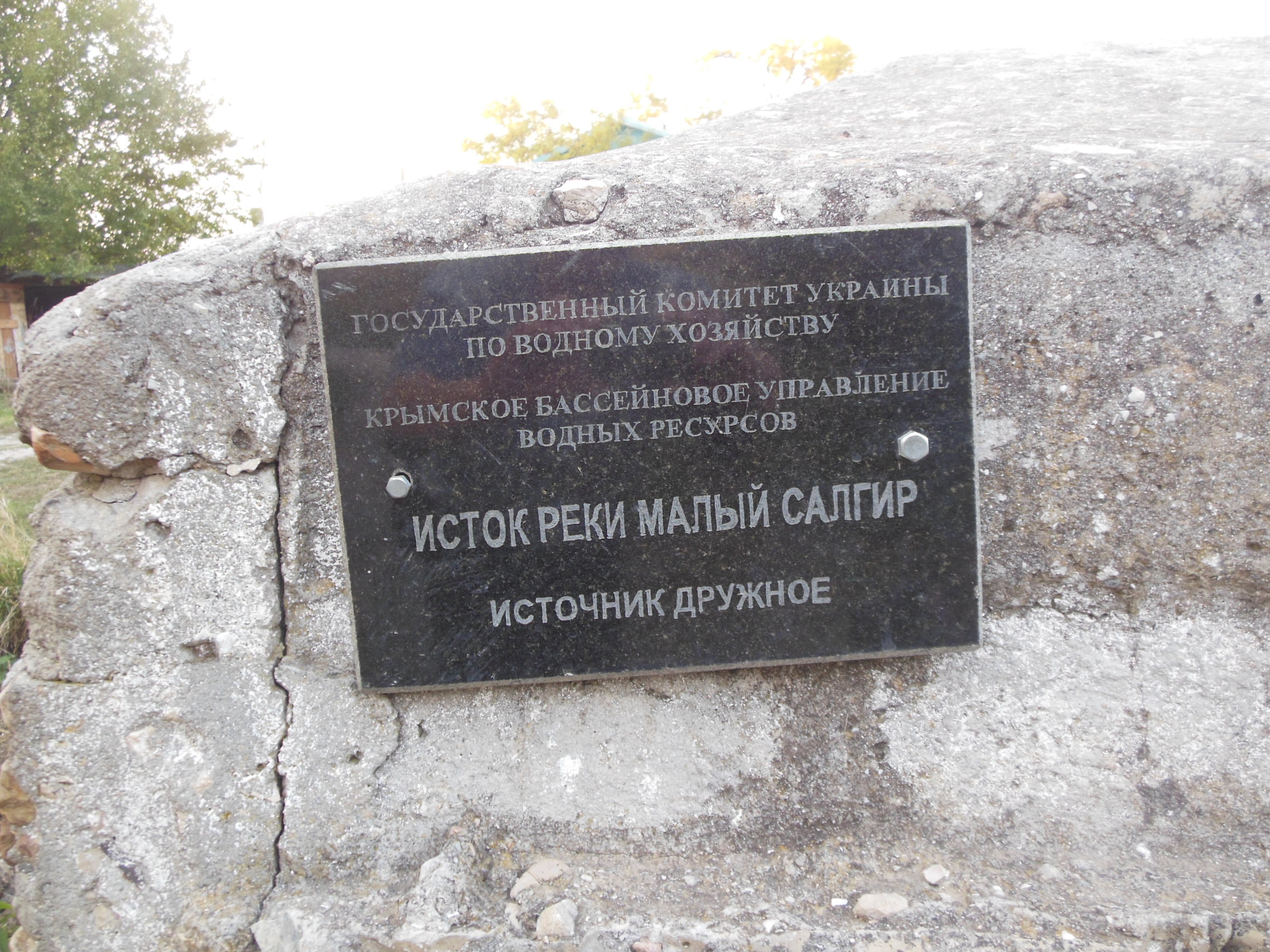
Исток Малого Салгира

## Набережная
В начале 1980-х годов при подготовке к празднованию 200-летия Симферополя часть русла реки была углублена, закреплена бетонными плитами и украшена гранитом и чугунными решетчатыми оградами (участки от устья по Гагаринскому парку, между улицами Киевская и Куйбышева, и в районе моста проспекта Победы), часть закреплена декоративным бутовым камнем — в месте слияния с притоком Абдалка. Набережная оформлена крупной бетонной плиткой, столбами освещения. В течение 2019 года производилась очистка и мощение русла бутовым камнем, ремонт мостов и установка чугунных ограждений.

## Интересные факты

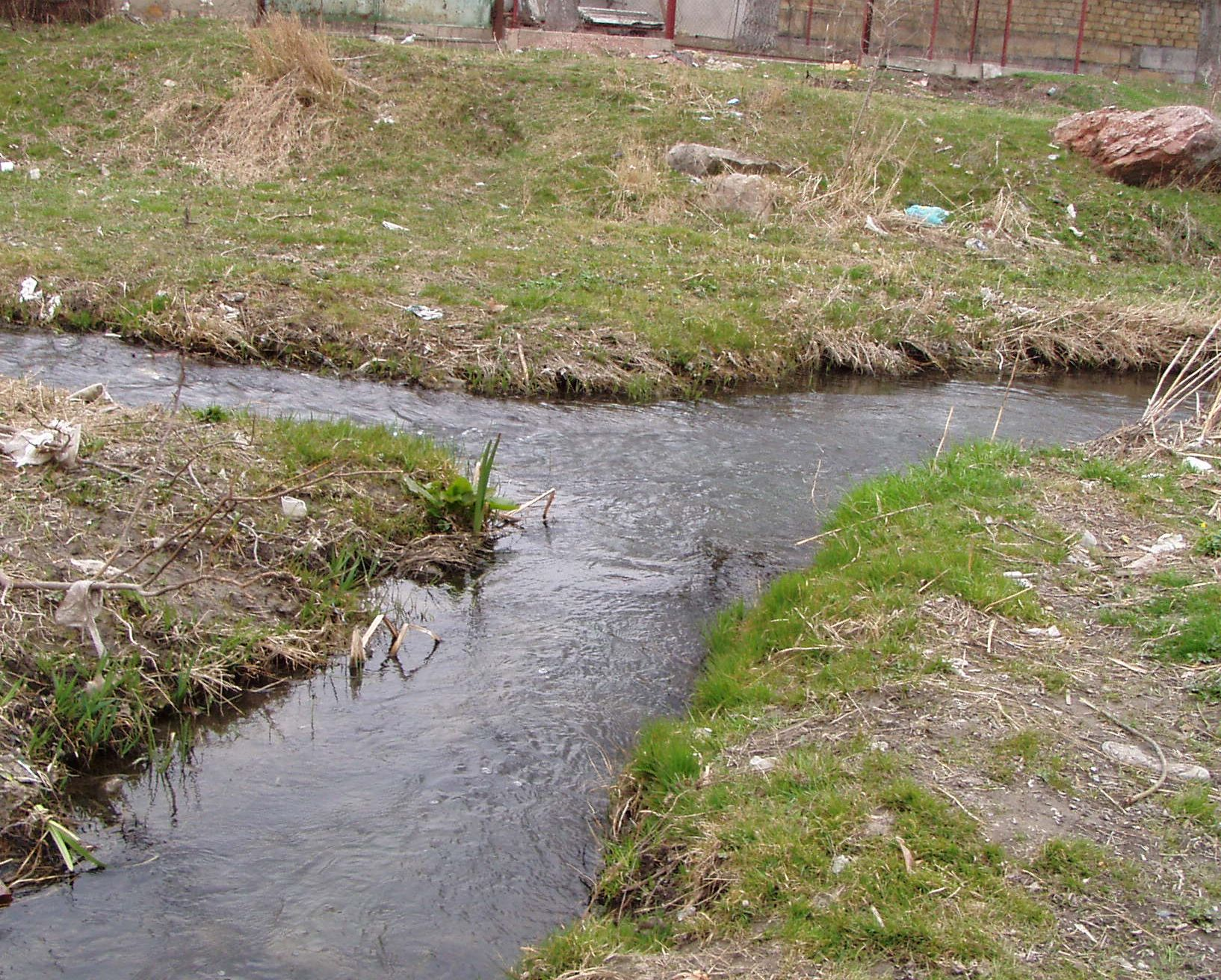
Приток Абдалка впадает в Малый Салгир

- В долине реки Малый Салгир в скальном массиве находится одно из древнейших жилищ человека на территории Крыма — пещера Чокурча. В 1927 году местным краеведом Забниным в пещере были обнаружены следы стоянки человека древнекаменного века: бивень мамонта, кости гиены, носорога, гигантских оленей. На плафоне пещеры археологи обнаружили большое количество различных знаков, геометризованных изображений людей и животных.
- Ранее Малый Салгир соединялся с Салгиром много ниже по течению, за железнодорожным мостом, в районе улицы Плотинной. До впадения русла двух рек шли параллельно, образуя болотистое междуречье[9]